# Blauwe kitta
De blauwe kitta (Urocissa ornata) is een zangvogel uit de familie Corvidae (kraaien). De vogel werd in 1829 door Johann Georg Wagler geldig beschreven. Het is een kwetsbare, endemische vogelsoort in Sri Lanka.

## Kenmerken
De vogel is 42 tot 47 cm lang (inclusief staart). Het is een bont gekleurde ekster-achtige vogel. De snavel, de naakte huid rond het oog en de poten zijn rood, de kop, borst en vleugelveren zijn kastanjebruin, de rest van het verenkleed is blauw. De blauwe staart heeft witte uiteinden.

## Verspreiding en leefgebied
Deze soort komt alleen voor in het centrale berggebied en de uitlopers daarvan op Sri Lanka. Het leefgebied is ongerept regenwoud en montaan tropisch bos tot op 2100 meter boven zeeniveau. Soms wordt de vogel waargenomen in meer aangetast bos.

## Status
De blauwe kitta heeft een beperkt verspreidingsgebied en daardoor is de kans op uitsterven aanwezig. De grootte van de populatie werd in 2016 door BirdLife International geschat op 9 tot 19,5 duizend volwassen individuen en de populatie-aantallen nemen af door habitatverlies. Het leefgebied wordt aangetast door ontbossing waarbij natuurlijk bos wordt omgezet in gebied voor agrarisch gebruik zoals theeplantages en menselijke bewoning. Om deze redenen staat deze soort als kwetsbaar op de Rode Lijst van de IUCN.